# Pachalik d'Alep
1599–1864
Entités précédentes :
- Pachalik de Syrie (partie)

Entités suivantes :
- Vilayet d'Alep

Le pachalik, eyalet ou beylerbeylik d'Alep est une province de l'Empire ottoman, créée en 1599. Elle forme le nord de la Syrie ottomane. Elle subsiste jusqu'à la réforme administrative de 1864 qui la transforme en vilayet d'Alep.

## Histoire
Après la conquête de la Syrie par Sélim Ier en 1516, Alep, quatrième ville de l'Empire ottoman, à la jonction des provinces d'Anatolie et de l'Orient arabe, tient une place majeure dans la stratégie et l'économie de l'Empire. Le pachalik d'Alep est séparé de celui de Damas en 1599. Aux XVIe et XVIIe siècles, certains gouverneurs jouent un rôle local important. Par la suite, ils n'exercent que des mandats très brefs (de trois mois à un an) qui ne leur permettent pas de consolider leur position ou d'acquérir une autonomie locale.
Au début du XVIIe siècle, Djanbuladzade (Canboladoğlu (tr)), émir kurde de Kilis, profite de l'affaiblissement du pouvoir ottoman causé par la Longue Guerre turque (1591-1603) et par une série de révoltes pour tenter de se rendre indépendant en Syrie. Il est nommé gouverneur d'Alep en 1604 mais prend la fuite lors d'une bataille contre les Perses : il est exécuté par ordre du sirdar (commandant en chef) Cığalazade Yusuf Sinan Pacha. Ses frères Ali-Beg et Chirs-Beg entrent alors en révolte contre la Sublime Porte. Ali-Beg s'empare des provinces de Tripoli et de Damas, fait battre monnaie et dire la prière en son nom et conclut un traité avec le grand-duc Ferdinand de Toscane. Mais Ali-Beg est vaincu en 1607 par le grand vizir Kuyucu Murad Pacha et doit prendre la fuite sous les huées tandis qu'un millier de ses soldats, restés dans la citadelle d'Alep, sont exécutés. Il part à Constantinople pour demander son pardon : nommé gouverneur du Banat, sur le Danube, il est tué à Belgrade peu après.
De 1655 à 1820, la ville est agitée par des luttes de factions : le parti des janissaires, en principe militaires mais exerçant souvent des professions artisanales ou agricoles, s'oppose à celui des chérifs, Arabes descendants de Mahomet et qui revendiquent la première place dans la vie religieuse et économique. À plusieurs reprises, notamment en 1655, 1775, 1785, 1787, 1791 et 1795, l'agitation des Alépins provoque le départ ou le rappel du gouverneur. En 1805, les janissaires se soulèvent de nouveau et éliminent la faction des chérifs. Mais, en 1813, le sultan Mahmoud II nomme un pacha énergique qui fait exécuter ou exiler les janissaires indociles. En 1819, les janissaires se soulèvent de nouveau contre leur gouverneur. Sous la direction d'un conseil de notables, ils soutiennent un siège de 101 jours contre les forces gouvernementales mais doivent capituler le 1er février 1820, ce qui met fin à l'autonomie de la ville.

## Économie

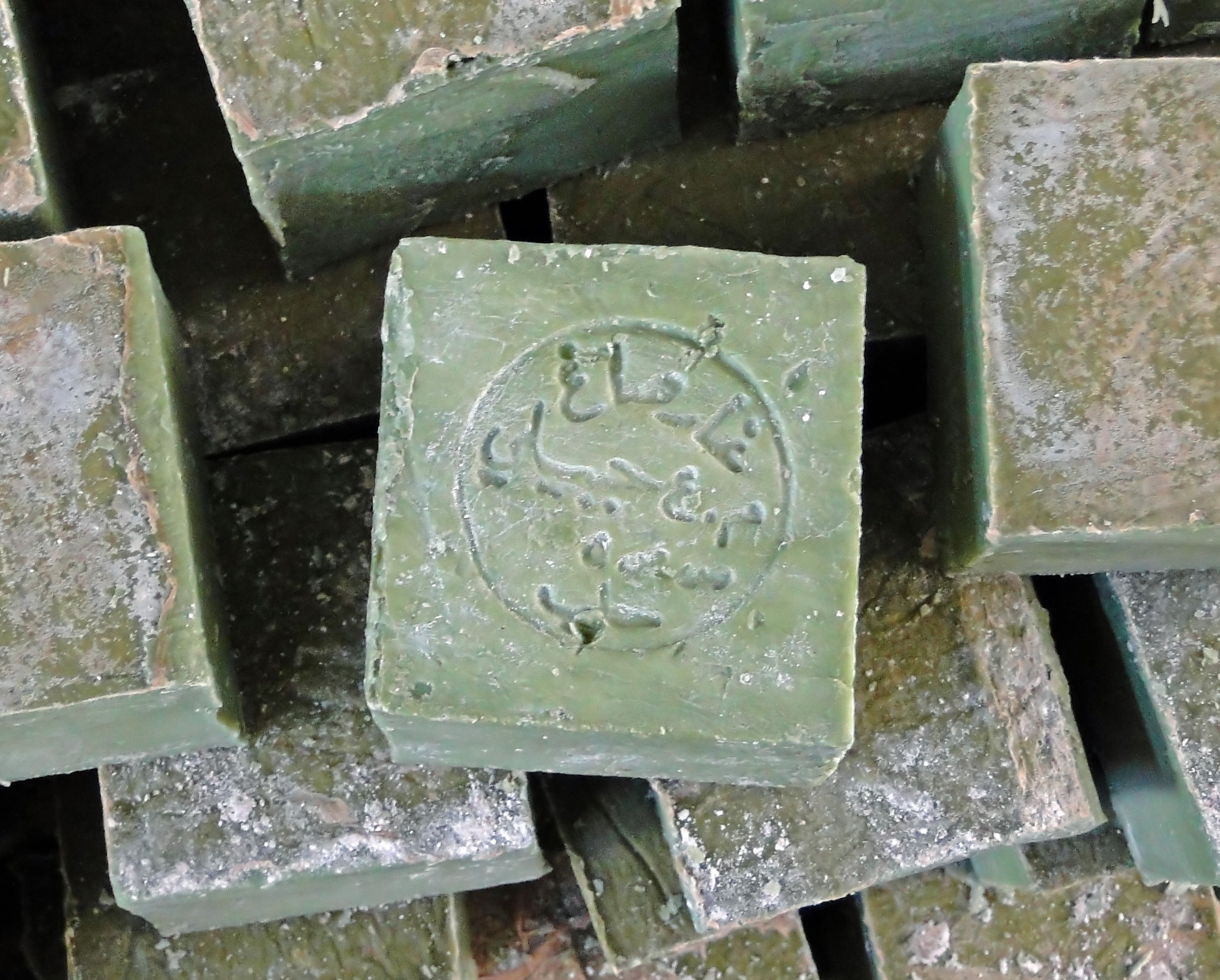
Savon d'Alep

Les productions agricoles sont variées : froment, orge et coton dans la plaine, pistaches dans la campagne d'Alep, olivier, figuier, mûrier et vigne dans la montagne, tabac près de la côte. Les troupeaux des nomades kurdes et turkmènes, venus de Van et de Diyarbakır, traversent la plaine d'Alep pour être vendus sur les marchés syriens. Cependant, les pillages non réprimés des soldats et des tribus nomades finissent par dépeupler les campagnes : de 3 200 villages au début de la période ottomane, le pachalik tombe à 400 villages à la fin du XVIIIe siècle.
Alep a longtemps été le point de passage des caravanes de Perse mais, à la fin du XVIIIe siècle, les troubles entraînent son abandon au profit d'Erzurum. Le commerce d'Alep reste pourtant prospère grâce à deux productions locales : le savon d'Alep, avec une concentration des entreprises au cours du XVIIIe siècle, et le textile, caractérisé par une grande diversité ; un texte d'époque énumère 43 types de pièces textiles produites dans la ville ; en outre, Alep, grâce à son réseau commercial étendu, redistribue les produits venus d'autres centres comme Diyarbakır. La ville est toujours attractive pour le commerce international avec, en 1784, 7 comptoirs français, 2 anglais, 2 vénitiens, un livournais, un hollandais, un autrichien et un russe. Le déclin ne se fait sentir qu'à partir des années 1790 avec, d'une part, la concurrence de l'industrie cotonnière britannique en voie de mécanisation et, d'autre part, les retombées des guerres napoléoniennes et des guerres russo-turques sur les marchés de consommation. Le nombre des métiers à tisser descend de 10 000 en 1820 à 6 000 en 1829 et 4 000 en 1840.

## Subdivisions

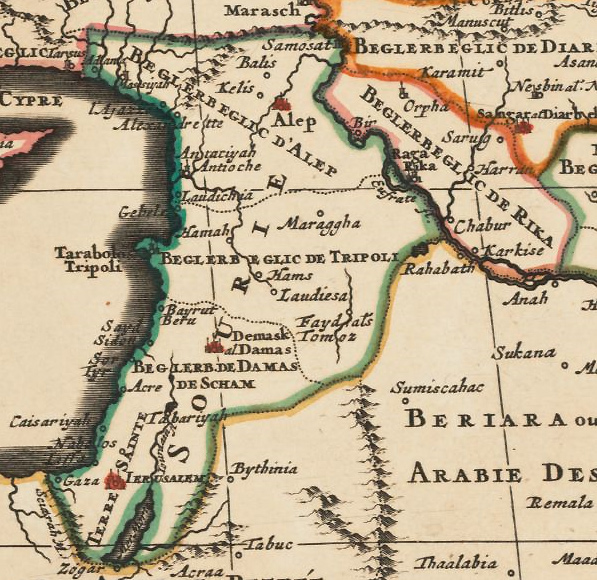
H. Jaillot, Estats de l'empire du Grand Seigneur des Turcs, en Europe, en Asia, et en Afrique, divisé en tous ses Beglerbeglicz, ou gouvernments, Paris, 1696 (extrait)

1. Sandjak d'Alep (dit sandjak du pacha, Alep)
2. Sandjak de Maarat (Ma'arrat al-Numan)
3. Sandjak de Balis (Balis)
4. Sandjak d'Uzeyr (Payas)
5. Sanjak de Kilis (Kilis)